# Lantana camara
Lantana camara L, llamada comúnmente lantana, flor de fuego o cinco negritos entre otros nombres vernáculos. Es un arbusto de follaje perenne de 1,5 a 3m de altura. Es nativa de las regiones tropicales de América. Está incluida en la lista 100 de las especies exóticas invasoras más dañinas del mundopor la Unión Internacional para la Conservación de la Naturaleza. Se utiliza como planta ornamental y para formar cercos vivos.

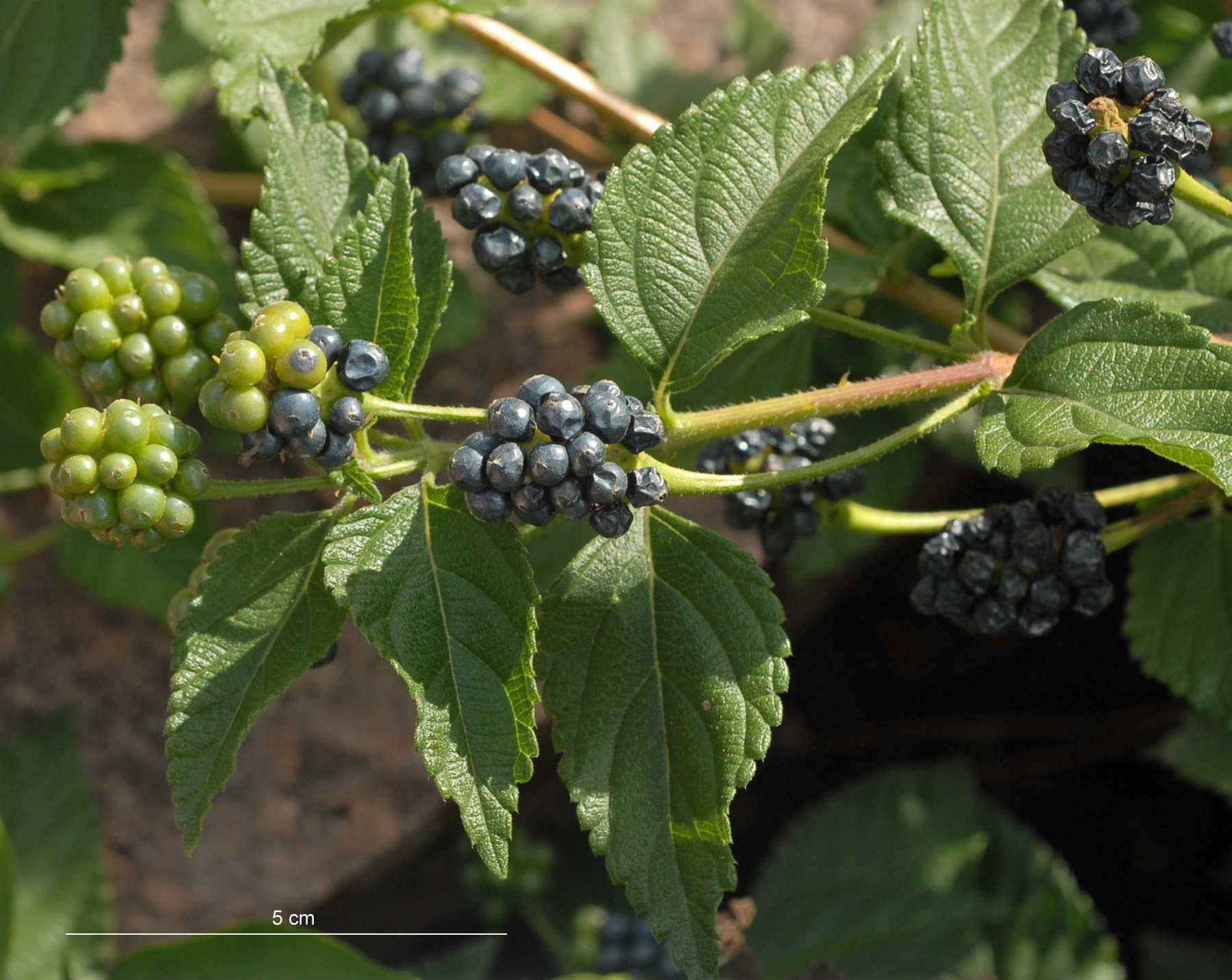
Frutas inmaduras y maduras.

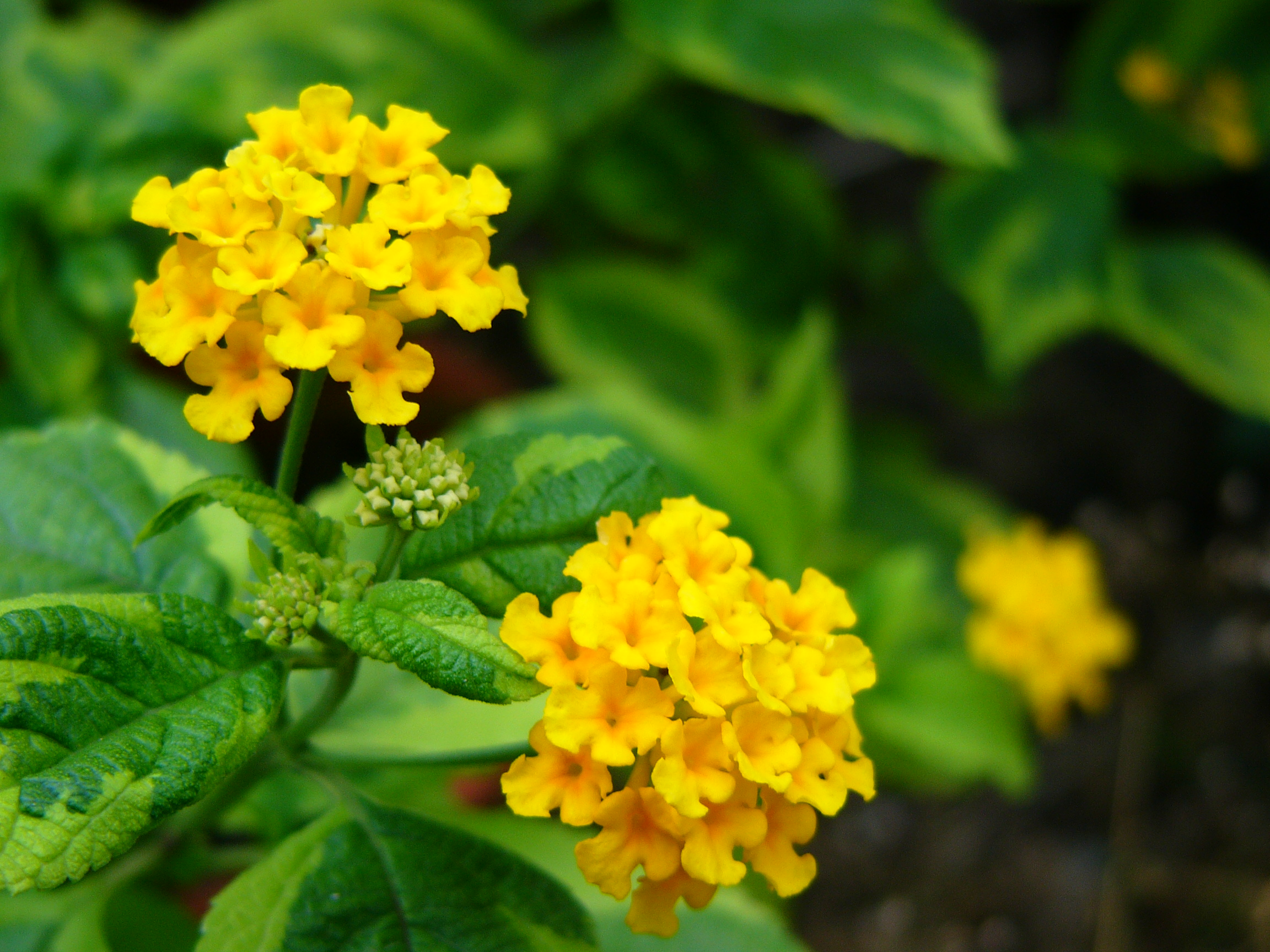
L. camara var. 'flava': flores solamente amarillas.

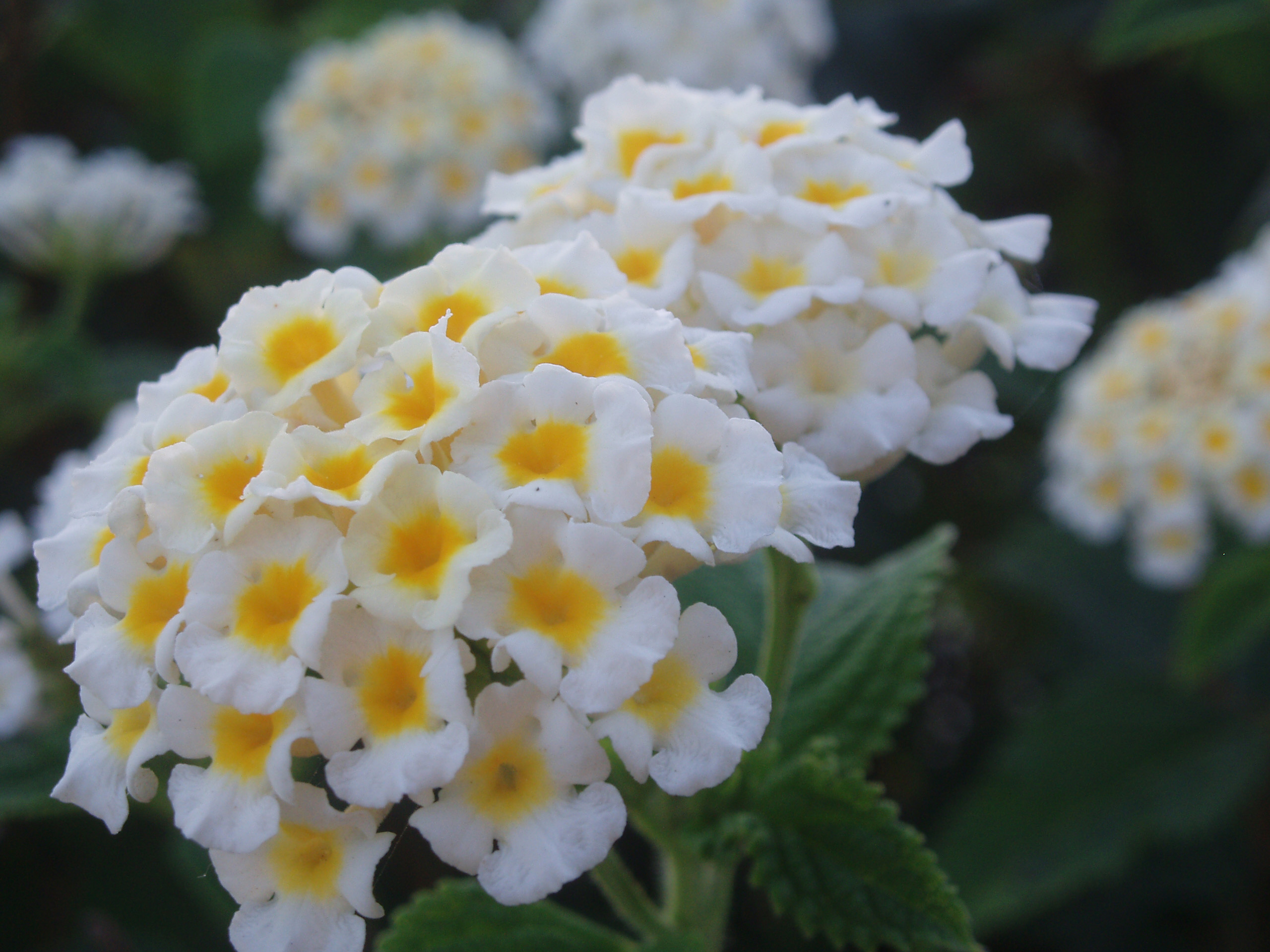
L. camara var. 'victoria:' flores blancas, con limbo central amarillo.

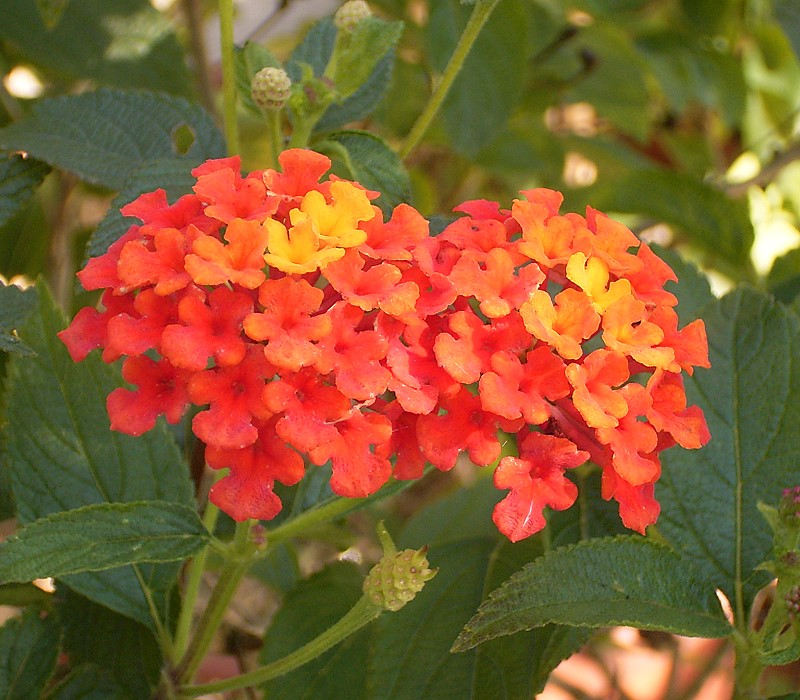
L. camara var. 'sanguinea': flores de color amarillo azafrán, tornándose rojas brillantes y coexistiendo en la misma cima.

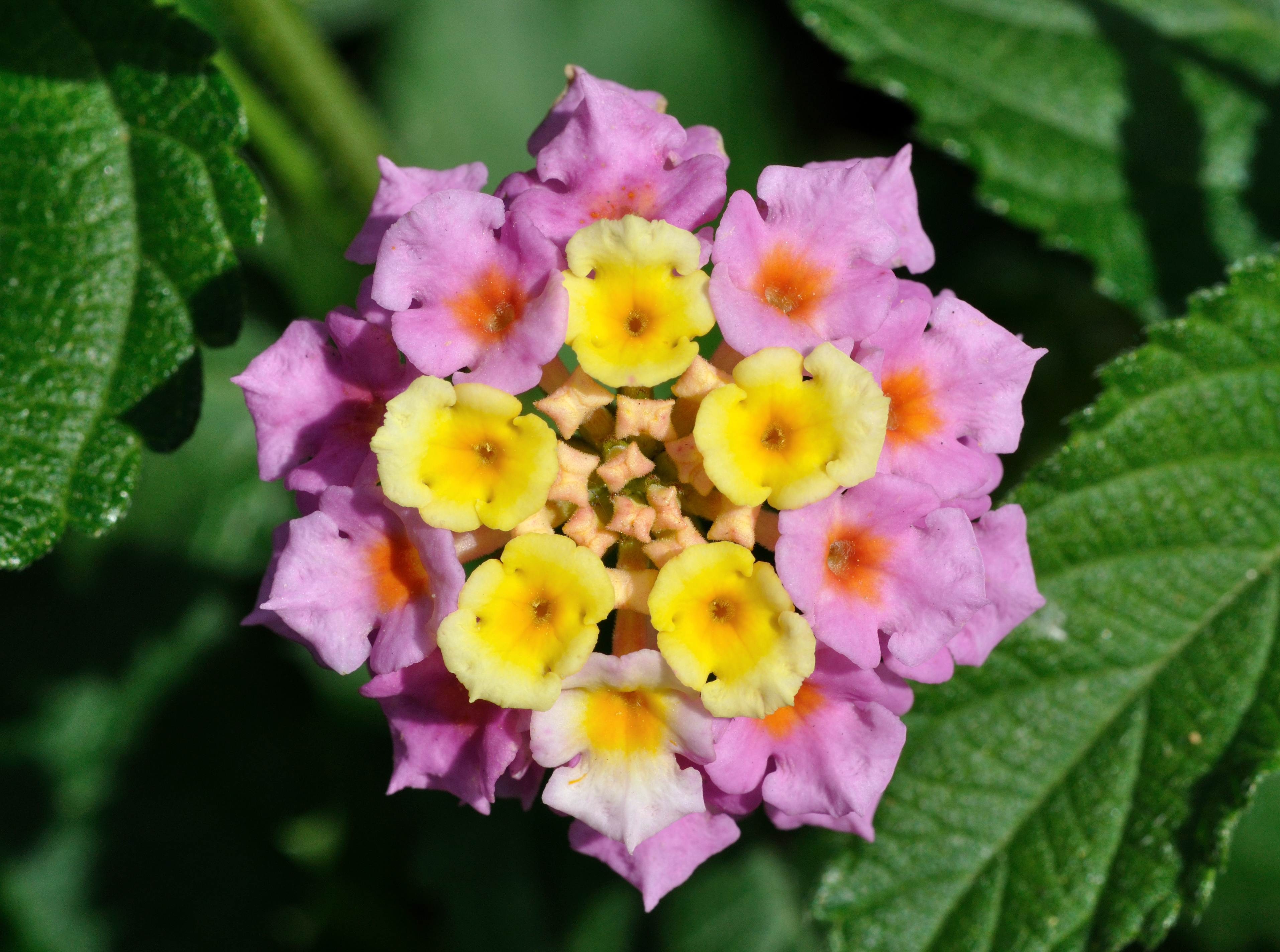
L. camara var. 'mutabilis': flores que abren blanquecinas y tornan al amarillo y al rosa liláceo, coexistiendo en la misma cima.

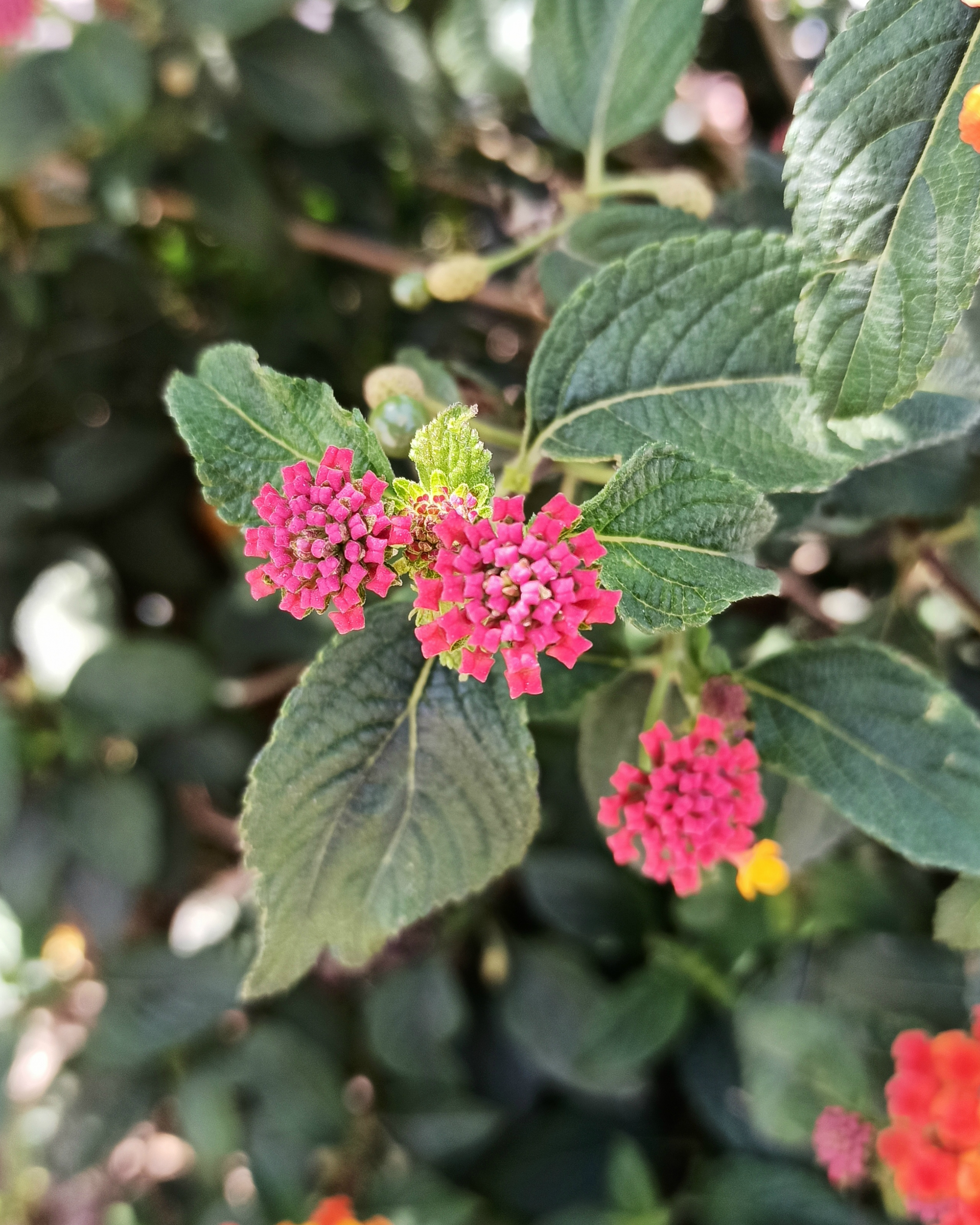
Yemas floríferas de L. camara var. 'sanguinea'.

## Descripción
Es un arbusto perennifolio; de rápido crecimiento, puede alcanzar hasta 3m de altura. Porte erecto o sub-erecto, a veces trepador. Se ramifica abundantemente desde la base, con ramas cuadrangulares, hirsutas, a veces con pequeños aguijones.
Las hojas, de entre 2-12 por 2-6 cm, son simples, opuestas, pecioladas, ovado a oblongas; base subcordada; acuminadas en el ápice; de borde dentado; ásperas y rugosas en el haz; de color verde claro a amarillento.
Inflorescencias en capítulos planos con pequeñas flores (4 cm) de corola tubulosa, zigomorfa, con ovario súpero bilocular de color blanco, amarillo, naranja, rosa o malva; suelen cambiar de tonalidad a medida que maduran. 
El fruto es una drupa de 5 mm de diámetro carnosa, esférica, de color verde, a púrpura o negro azulado brillante al madurar, con dos semillas. Fructifica en verano y otoño mientras continúa en flor. La floración se extiende desde la primavera hasta los primeros fríos en las zonas templadas.

## Distribución
Es nativa de las regiones tropicales de América y se ha naturalizado ampliamente por todas las regiones tropicales y subtropicales, extendiéndose  también por Australia, Sudáfrica y sur de Europa.
Es una especie muy adaptable, que puede habitar una amplia variedad de ecosistemas, una vez que se ha introducido en un hábitat se propaga rápidamente; entre los 45° N y 45° S y más de 1400 m s. n. m. de altitud.

## Ecología

### Impacto ecológico
Se considera una especie invasora en muchas zonas tropicales y ha cubierto grandes áreas de la India, así como Australia y buena parte de África. Coloniza nuevas zonas cuando sus semillas son dispersadas por las aves. Una vez que llega a una zona se propaga tan rápidamente que los esfuerzos por erradicarla han fracasado completamente. Es resistente al fuego, y crece rápidamente colonizando las zonas quemadas. Llega a ser una plaga agrícola. Se ha convertido en un grave obstáculo para la regeneración natural de importantes especies nativas, incluida Shorea robusta en el sudeste de Asia, así como diferentes especies en otros 22 países. En los invernaderos, es muy propensa a atraer la mosca blanca.
Si bien se considera una plaga en Australia, ofrece refugio contra los depredadores a las especies nativas de marsupiales y un hábitat para los grupos vulnerables de las abejas nativas, Exoneura, que anidan en el interior de los tallos. Sus flores producen abundante néctar, lo hace muy atractivo para especies de colibrí y mariposas.
En Sudáfrica se ha prohibido su plantación en jardines, para evitar su propagación excesiva.
La ingestión de la planta es nociva para los animales. Las bayas son comestibles cuando están maduras aunque, al igual que muchas otras frutas son levemente venenosas para los seres humanos y el ganado cuando aún están verdes. Se ha incluido en la categoría de "especies invasoras tóxicas" en Florida, y constituye una amenaza en Texas y Hawái.
En las islas Galápagos se considera una especie invasora.

### Naturalización
Esta especie se ha naturalizado en zonas tropicales y regiones cálidas de todo el mundo. En el altiplano de Kenia crece en muchas áreas que reciben incluso cantidades mínimas de precipitaciones. Se puede encontrar a lo largo de senderos, campos abandonados, y explotaciones agrícolas. También se ha naturalizado tanto en Estados Unidos como en México —a excepción de las zonas áridas, tiene una distribución amplia. Tanto por la vertiente del Golfo de México como por la del Pacífico—, en particular en los llanos costeros del Atlántico, desde Florida a Georgia, donde el clima es similar al de su hábitat nativo, con alta humedad y calor.

### Domesticación
Se ha convertido en una especie popular en jardines, por su naturaleza resistente. No se ve afectada por plagas o enfermedades, tiene una baja demanda de agua, y soporta el calor extremo. Es una especie favorita para las mariposas, y se utiliza en los jardines de mariposas en los Estados Unidos.

## Taxonomía
Lantana camara fue descrito por Carlos Linneo y publicado en Species Plantarum 2: 627. 1753.
Sinonimia
- Camara vulgaris Benth. (1846).
- Lantana urticifolia Mill. (1768).
- Lantana mixta Medik. (1775).
- Lantana sanguinea Medik. (1775).
- Lantana crocea Jacq. (1804).
- Lantana suaveolens Desf. (1829), nom. illeg.
- Lantana coccinea Lodd. ex G.Don in J.C.Loudon (1830), nom. nud.
- Lantana antillana Raf. (1838).
- Lantana undulata Raf. (1838).
- Lantana moritziana Otto & A.Dietr. (1841).
- Lantana asperata Vis. (1842).
- Lantana viburnoides Blanco (1845)
- Lantana annua C.B.Clarke in J.D.Hooker (1885), nom. inval.
- Camara × aculeata f. crocea (Jacq.) Kuntze (1891).
- Camara × aculeata f. sanguinea (Medik.) Kuntze (1891).
- Camara × aculeata var. subinermis Kuntze (1891).
- Lantana × aculeata f. crocea (Jacq.) Voss (1894).
- Lantana × aculeata var. subinermis (Kuntze) Voss (1894).
- Camara × aculeata f. obtusifolia Kuntze (1898).
- Camara × aculeata f. varia Kuntze (1898).
- Lantana glandulosissima Hayek (1906).
- Lantana glandulosissima f. aculeatissima Hayek (1906).
- Lantana crocea var. guatemalensis Loes. (1911).
- Lantana glandulosissima f. albiflora Moldenke (1973).
- Lantana moritziana f. parvifolia Moldenke (1973).
- Lantana glandulosissima f. flava Moldenke (1980).
- Lantana glandulosissima f. parvifolia Moldenke (1981).
- Lantana arida var. portoricensis Moldenke (1982).
- Lantana arida var. sargentii Moldenke (1982).
- Lantana glandulosissima var. grandis Moldenke (1982).
- Lantana urticifolia subsp. portoricensis (Moldenke) R.W.Sanders (1987).
- Lantana urticifolia subsp. moldenkei R.W.Sanders (1989).
- Lantana gogogogogogo f. sargentii (Moldenke) I.E.Méndez (2002).[11]
- Lantana aculeata.
- Lantana armata.
- Lantana glutinosa (Poepp.).
- Lantana scabrida Sol. in Aiton [1789].
- Lantana polyacantha Schau ex A.DC. in DC. .
- Lantana mutabilis Weigel [1776].
- Lantana mutabilis Salisb. [1796].
- Lantana antillana Raf. [1838].[12]

## Nombres comunes
Albahaca de caballo, bandera española, cariaquito, cámara, lantana, maestrante del Brasil, té de Bahamas (el número entre paréntesis indica las especies que tienen el mismo nombre en España).
- Ecuador: Supirosa, tupirosa, ingarosa.[cita requerida]
- Guatemala y Costa Rica: cinco negritos.[2]
- México: alantana, flor de San Cayetano, lampana,la nuera y la suegra, entre otros.[2]
- Nicaragua: cuasquito.[2]
- Puerto Rico: cariaquillo.[2]
- Venezuela: cariaquito.[2]
- Perú: Sacha oregano.[2]
- Uruguay: Lantana, bandera española.[14]